# Élevage Sainte Hermelle
L′élevage Sainte Hermelle est un élevage de chevaux de sport pour le saut d'obstacles situé à Gouy-lez-Piéton, en Belgique.

## Histoire
L'élevage Sainte Hermelle date de la fin des années 1970. Il doit son nom à une source qui jaillit dans la cave d'un des bâtiments, l'élevage étant implanté à Gouy-lez-Piéton,. Il a été créé par Raymond Lefèvre, puis repris et agrandi par sa fille Adeline et son gendre Aurélien Bigault, qui s'étaient rencontrés sur un paddock de concours.
Bien que situé en Belgique, il participe avant tout aux concours pour jeunes chevaux de saut d'obstacles en France. Cet élevage participe ainsi au circuit jeunes chevaux de la Société hippique française depuis 2007, et y a obtenu diverses récompenses au fil des années.
Environ 80 % des chevaux élevés sont d'origine Selle français, à raison d'environ quinze poulains par an.

## Équipements
L'élevage dispose de bâtiments en bois, acier galvanisé et briques, entourés d'espaces en partie fleuris, sur environ vingt hectares répartis entre prairies et paddocks.
De gros travaux y ont été réalisés en 2011 pour créer une écurie de 37 boxes autour d’une carrière en sable fibré, avec un manège aux accès ouverts vers les écuries. L'élevage dispose d'une écurie pour les étalons, et d'une autre pour les jeunes chevaux de sport et les chevaux de concours.
L'élevage dispose aussi d'équipements permettant de doucher les chevaux, d'un solarium, d'un espace pour donner les soins, de selleries et de sanitaires.

## Récompenses
D'après Étienne Robert, « Sainte Hermelle est connu et reconnu en France et dans le Nord de l’Europe pour sa production et sa sélection de bons chevaux de sport ».
Sainte Hermelle décroche les titres de meilleur élevage et de meilleur propriétaire de chevaux de saut d'obstacles auprès de la SHF en 2009.
En août 2014, il est considéré comme le troisième meilleur élevage SHF en termes de gains en concours des chevaux qui y sont nés. En 2017, l'élevage présente vingt-quatre chevaux au concours de Compiègne et remporte le premier prix dans les catégories des 4 ans et des 6 ans, ainsi que le Grand Prix. Il est présent à la deuxième, troisième, quatrième, cinquième et septième place chez les chevaux de 5 ans, et à la troisième place dans celle des 7 ans.
En avril 2023, Raymond Lefèvre est classé dans le top 20 des meilleurs éleveurs de chevaux de sport par le magazine L'Éperon.
En juillet 2023, les chevaux Jenepi Sainte Hermelle et Idéal Sainte Hermelle remportent deux prix au concours régional de Compiègne, le premier comme meilleur jeune cheval de quatre ans, et Idéal avec une seconde place dans la catégorie des chevaux de cinq ans,.